# Diocèse de Salto
Le diocèse de Salto (en latin : Dioecesis Saltensis in Uruguay ; en espagnol : Diócesis de Salto) est un diocèse de l'Église catholique en Uruguay suffragant de l'archidiocèse de Montevideo.

## Territoire

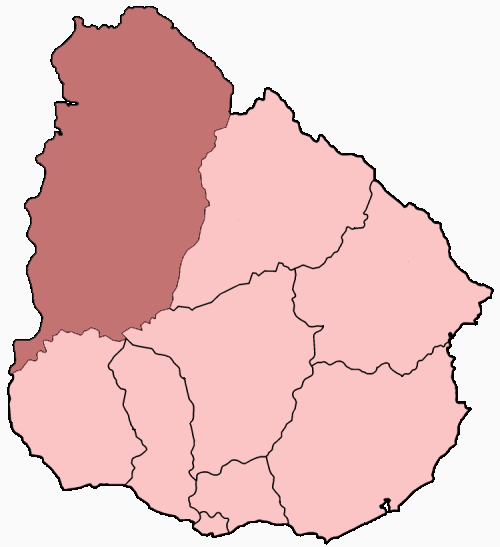
Diocèse de Salto

Il comprend les départements d'Artigas, Paysandú, Río Negro et Salto. Son territoire est d'une superficie de 49 295 km divisé en 16 paroisses. Le siège épiscopal est dans la ville de Salto où se trouve la cathédrale Saint-Jean-Baptiste qui est aussi basilique mineure.

## Histoire
Le diocèse est érigé le 14 avril 1897 par la bulle Apostolici ministerii du pape Léon XIII en prenant une partie du territoire du diocèse de Montevideo, qui est élevé le même jour au rang d'archidiocèse métropolitain avec Salto et Melo comme suffragants.
Il cède une portion de territoire le 15 novembre 1955 pour l'érection du diocèse de San José de Mayopuis de nouveau le 17 décembre 1960 pour l'établissement du diocèse de Mercedes.

## Évêques
- Tomás Gregorio Camacho (3 juillet 1919 - 20 mai 1940)
- Alfredo Viola (20 mai 1940 - 1er janvier 1968)
- Marcelo Mendiharat Pommies (1er janvier 1968 - 8 mars 1989)
- Daniel Gil Zorrilla, S.J (8 mars 1989 - 16 mai 2006)
- Pablo Jaime Galimberti di Vietri (16 mai 2006 - 24 juillet 2018)
- Fernando Miguel Gil Eisner (24 juillet 2018 - 17 janvier 2020)
- Arturo Eduardo Fajardo Bustamante (15 juin 2020 - )